# Calleuque (subdelegación)
Calleuque fue una de las subdelegaciones que integró el antiguo departamento de San Fernando. Estaba inicialmente compuesta por tres distritos. En 1928 fue reemplazada por la subdelegación de Peralillo.
El territorio de la subdelegación fue organizado por decreto del presidente José Joaquín Pérez Mascayano el 14 de agosto de 1867.

## Historia
La subdelegación fue creada por decreto supremo del 14 de agosto de 1867, que divide el departamento de San Fernando en veinte subdelegaciones. El documento determina así sus límites:

Al norte, por el estero de las Cadenas, desde que desagua en el Tinguiririca hasta enfrentar el portezuelo de la Yerba Buena, tomando en línea recta a ese portezuelo; al oeste, por el cordón que corre hacia el sur y separa la hacienda de la población de Yerba Buena, continúa en seguida por los cerros de La Patagua, portezuelo de Pihuchén y Molinero, Alto de Cañeten hasta las juntas de Ranquilhue; al sur, por el cordón que se desprende deste punto hacia el oriente y sirve de límite al departamento hasta la puntilla de la Pelota, y el deslinde norte de la hacienda de Colchagua hasta el Tinguiririca; y al este, por este río.

Se dividió en tres distritos: 1.° Calleuque, 2.° Los Cardos y 3.° Lihueimo.
Por decreto del 22 de diciembre de 1891 fueron creadas varias comunas en el departamento de San Fernando, entre ellas la comuna de Palmilla, a la que pasó a pertenecer esta subdelegación junto con la homónima. Por decreto del 30 de diciembre de 1899, se creó la comuna de Calleuque, pasando a incorporarse esta subdelegación a esa división administrativa.
El Decreto con Fuerza de Ley N.º 8.583 del 30 de diciembre de 1927 redistribuye el territorio del departamento de San Fernando y Santa Cruz. La comuna y la subdelegación de Calleuque cambian de denominación a Peralillo (Peralillo) y pasan a integrar el departamento de Santa Cruz.

## Administración
La administración del territorio estaba a cargo del subdelegado, subordinado al gobernador departamental y nombrado por él. Duraban dos años en el cargo, aunque también podían ser nombrados indefinidamente. Podían ser removidos por el gobernador, quien debía dar cuenta de esto al intendente provincial. Los distritos, en tanto, eran regidos por un inspector, quien respondía a las órdenes del subdelegado, quien tenía la potestad de nombrarlos o removerlos dando cuenta al gobernador departamental.